# Die Versuchung der Eileen Hughes
Die Versuchung der Eileen Hughes (englisch The Temptation of Eileen Hughes) ist ein Roman von Brian Moore, der im Original 1981 bei Farrar, Straus & Giroux in New York erschien.
Der reichste Katholik auf Lismore, der 34-jährige Bernard McAuley, verliebt sich unsterblich in die 20-jährige Miss Eileen Hughes, einen langen, mageren Teenager. Eileen vermag sich aus dieser Umklammerung zu befreien.

## Zeit und Ort
Der Roman handelt vom 25. August bis zum 30. Dezember eines nicht benannten Jahres in der Neuzeit hauptsächlich in London, aber auch auf Lismore.

## Handlung
Die seit vier Jahren verheirateten irischen Geschäftsleute Bernard und Mona McAuley nehmen ihre junge Angestellte Eileen mit auf einen Urlaub nach London. Die McAuleys steigen in einem erstklassigen Hotel ab und verkehren in den besten Restaurants. Dort gibt sich das Ehepaar äußerst wählerisch und zeigt feinsten Geschmack. Aus Nebenbemerkungen kann der Leser erraten, dass Mona gegen die Mitnahme ihrer Freundin Eileen nach London eingestellt ist. Im Verlaufe des Urlaubsaufenthaltes wird Eileen klar, warum Mona den Theaterbesuchen et cetera, für die Bernard vorab je drei Eintrittskarten besorgt hat, regelmäßig fernbleibt. Die mannstolle Mona schläft mit wildfremden Männern. So kommt es, dass Eileen oft mit ihrem Chef Bernard unter vier Augen spricht. Bei solcher Gelegenheit gesteht er ihre seine Liebe. Bernard betet Eileen an, hat bereits ein Liebesnest gekauft und macht dem Mädchen ein großzügiges Jobangebot. Als Eileen, die den Hauch von Irrsinn, der über Bernards Liebeserklärung schwebt, wohl registriert, den Chef abweist, macht dieser postwendend einen Rückzieher. Zwar werde er sie nie berühren, doch immer lieben. Bernard gibt sich in den darauf folgenden Tagen tatsächlich besorgt und ist nett und hilfsbereit zu seiner jungen Angestellten. Er reagiert „nicht wütend und gemein wie Mona“. Zwar kann sich Eileen in Bernard einfühlen, kann sich vorstellen, wie es ist, wenn man liebt und diese Liebe nicht erwidert wird, doch sie entzieht sich immer wieder den Nachstellungen ihres Chefs. Dabei hilft ihr der US-Amerikaner Earl Webster, der ihr das Marihuanarauchen beibringt und sie im Rausch entjungfert.
Der verzweifelte Bernard nimmt eine tödliche Dosis Natriumamytal. Eileen und Earl retten Bernard das Leben, während sich Mona in der Londoner City herumtreibt. Mona bereut schließlich ihre Sünde des mehrfachen Ehebruchs und bangt im Wartebereich der Londoner Intensivstation, auf der Bernard liegt, um das Leben ihres Ehemannes. Während dieser für Mona qualvollen Wartezeit beichtet sie dem Leser die Vorgeschichte des Romans. Mona ist unschuldig. Seit dem Tage, an dem Bernard seine neue Angestellte Eileen das erste Mal zu Gesicht bekam, war er wie verwandelt. Fortan behandelte er seine Ehefrau wie eine Dienstbotin und forderte von ihr unter anderem die Urlaubsreise zu dritt nach London. Mona spielte mit, weil sie Bernard helfen und ihre Ehe retten wollte.
Eileen trennt sich sowohl von Earl Webster, der weiter Marihuana rauchen will, als auch von den McAuleys. Sie nimmt eine Stelle als Sprechstundenhilfe bei einem Arzt an und will Krankenschwester werden.

## Wendungen
- „alter Greis“[2]
- Mitunter verfällt der Erzähler in einen umgangssprachlichen Ton: „Sie… sich im Bett an ihn heranmachte, damit er einen Steifen bekam…“[3]

## Verfilmung
Tristram Powell verfilmte 1988 den Roman mit Ethna Roddy als Eileen, Jim Norton als Bernard und Angharad Rees als Mona für das Fernsehen. Die Filmmusik schrieb John Du Prez.

## Deutsche Ausgaben
Quelle
Brian Moore: Die Versuchung der Eileen Hughes. Roman. Aus dem Englischen von Nikolaus Stingl. 251 Seiten. Diogenes, Zürich 1991, ISBN 3-257-22734-5